# Henry Drummond (1762-1794)
Pour les articles homonymes, voir Henry Drummond (homonymie).
Henry Drummond (13 janvier 1762-4 juillet 1794), de The Grange, près d'Alresford, Hampshire, est un banquier et homme politique anglais qui siège à la Chambre des communes de 1790 à 1794.

## Biographie
Il est le fils d'Henry Drummond, banquier de Charing Cross, Westminster and The Grange et son épouse Elizabeth Compton, fille de l'hon. Charles Compton. Il fait ses études à la Harrow School de 1774 à 1779. Il épouse Anne Dundas, fille de Henry Dundas le 13 février 1786 . 
Il devient associé de la banque familiale en 1787. Aux Élections générales britanniques de 1790 il est élu sans opposition comme député du Parlement de Grande-Bretagne pour Castle Rising. Il souffre d'une maladie inexpliquée et meurt après un «déclin graduel» le 4 juillet 1794 . son fils Henry est également banquier et député. 